# 平田翼
平田 翼（ひらた よく、1940年10月9日 - 2012年12月30日）は、日本のスポーツジャーナリスト（スポーツライター）。企画つばさ社長。東京都港区出身。
主に日本プロ野球の読売ジャイアンツ（巨人）専門に活動。

## 来歴・人物
学習院高等科三年、夏の甲子園の東京都予選大会で早稲田実業のエースピッチャー王貞治に3打数3三振に抑えられ野球を断念。
その後、巨人へ入団した王を取材しようと、1963年に学習院大学を卒業後、報知新聞社へ入社。報知新聞（現：スポーツ報知）の記者となり、巨人の番記者として活躍した後、月刊ジャイアンツ編集長を務め、フリーとなる。1980年代前半頃から2004年頃まで、ラジオ日本ジャイアンツナイターの解説者をはじめ、テレビやラジオの放送メディアにおいても活動した。また『ジャイアンツ・ウォッチャー』を名乗って活躍していた時期もあった。
2012年12月30日、死去。72歳没。

## 出演番組
- ラジオ日本ジャイアンツナイター（解説／ジャイアンツ・ウォッチャー。1980年代前半頃 - 2003年まで）
- プレイボールまで待ちきれない!（ジャイアンツナイターの前座番組。ギャオス内藤とともにキャスター担当。2004年）
- ズームイン!!朝!（日本テレビ、「プロ野球いれコミ情報」コーナー巨人担当解説者（青田昇と交替で出演））
- プロ野球BOXシート（日本テレビ、コメンテーター）

## 参考資料
- 『プロ野球12球団全選手百科名鑑』→『12球団全選手カラー百科名鑑』シリーズ（『ホームラン』。日本スポーツ出版社発行）各年版バックナンバー
※2004年版（2004年3月号増刊）まではプロフィールが掲載。
- 各種外部リンク